# Liam Magennis
Liam Magennis (né le 14 mars 1997 à Gold Coast) est un coureur cycliste australien.

## Palmarès et résultats

### Palmarès par année
- 2015
  - 2e du championnat d'Australie du contre-la-montre juniors
- 2016
  - 1re étape du Tour de White Rock
- 2017
  -  Champion d'Océanie du contre-la-montre espoirs
  - 9e étape du Tour of America's Dairyland
- 2018
  -  Champion du monde universitaire du contre-la-montre
  - 5e étape du Tour of the Great South Coast
  -  Médaillé d'argent du championnat d'Océanie du contre-la-montre espoirs
  -  Médaillé de bronze du championnat du monde universitaire sur route
- 2019
  -  Champion d'Océanie du contre-la-montre espoirs
  -  Champion d'Australie du contre-la-montre espoirs

### Classements mondiaux
| Année                                 | 2016  | 2017  | 2018 | 2019 |
| ------------------------------------- | ----- | ----- | ---- | ---- |
| Classement mondial                    | 2037e | 1554e | 873e | 884e |
| UCI Asia Tour                         | nc    | nc    | 209e |      |
| UCI Oceania Tour                      | 65e   | 34e   | 31e  | 51e  |
|                                       |       |       |      |      |
| Légende : nc = non classéSource : UCI |       |       |      |      |